# جون ستانتون فلمنج موريسون
جون ستانتون فلمنج موريسون (بالإنجليزية: John Stanton Fleming Morrison)‏ (17 أبريل 1892 في المملكة المتحدة - 28 يناير 1961 في المملكة المتحدة) هو لاعب كريكت ولاعب كرة قدم بريطاني (وحمل سابقاً جنسية المملكة المتحدة لبريطانيا العظمى وأيرلندا) في مركز الهجوم. لعب مع نادي برينتفورد.

## وصلات خارجية
- جون ستانتون فلمنج موريسون على موقع إي آس بي آن كريك إنفو (الإنجليزية)